# Xylophanes jordani
Xylophanes jordani là một loài bướm đêm thuộc họ Sphingidae. Nó được tìm thấy ở Costa Rica.
Sải cánh dài 50–56 mm. Con cái to hơn con đực. Nó tương tự như Xylophanes thyelia thyelia.
Con trưởng thành bay quanh năm.
Ấu trùng có lẽ ăn các loài Psychotria panamensis, Psychotria nervosa và Pavonia guanacastensis.